# Барле (Горњи Пиринеји)
Барле (фр. Barlest) насеље је и општина у јужној Француској у региону Миди Пирене, у департману Горњи Пиринеји која припада префектури Аржеле Газо.
По подацима из 2011. године у општини је живело 277 становника, а густина насељености је износила 68,91 становника/km². Општина се простире на површини од 4,02 km². Налази се на средњој надморској висини од 839 метара (максималној 513 m, а минималној 385 m).

## Демографија
| 1962. | 1968. | 1975. | 1982. | 1990. | 1999. | 2011. |
| ----- | ----- | ----- | ----- | ----- | ----- | ----- |
| 158   | 187   | 198   | 206   | 233   | 223   | 277   |

График промене броја становника у току последњих година